# Deudorix obscurata
Deudorix obscurata är en fjärilsart som beskrevs av Henry Trimen 1891. Deudorix obscurata ingår i släktet Deudorix och familjen juvelvingar. Inga underarter finns listade i Catalogue of Life.